# Tindallia californiensis
Tindallia californiensis è una specie di batterio appartenente alla famiglia delle Clostridiaceae.